# Samuel von Basch
Samuel Siegfried Karl rytíř von Basch (9. září 1837, Praha – 25. dubna 1905, Vídeň) byl česko-rakouský lékař židovského původu.
Objevil metodu měření krevního tlaku nekrvavou cestou a zabýval se balneologií, byl profesorem experimentální patologie na Vídeňské univerzitě. Za svou činnost dostal řadu čestných vyznamenání.

## Život
Siegfried Basch se narodil v Praze ve vážené židovské rodině, která odvozovala svůj původ od Jakuba Basseviho, jako syn Lippmanna Abrahama (Philippa) a Ewy Baschových. Studoval lékařskou fakultu v Praze a Vídni, kde byl promován roku 1862. Po promoci působil jako asistent a sekundář ve vídeňské Všeobecné nemocnici, v roce 1865 však přijal nabídku vést katedru patologické anatomie v Mexickém císařství Maxmiliána Habsburského. Z důvodu občanské války se však stal vojenským lékařem mexické armády v hodnosti kapitána a v roce 1866 se stal osobním lékařem císaře Maxmiliána. Toho provázel až do jeho popravy v pevnosti Querétaro v červnu 1867. Následně obdržel od mexické republikánské vlády povolení doprovázet panovníkovo tělo na jeho poslední cestě do Evropy. Po návratu byl přijat v audienci císařem Františkem Josefem I., který mu 26. ledna 1868 Řád železné koruny III. třídy. Na jeho základě byl Basch 3. července 1869 povýšen do rytířského stavu.
Své mexické zážitky roku 1868 sepsal v knize „Erinnerungen an Mexico“. Od roku 1869 začal během letní sezóny působit v Mariánských Lázních jako lázeňský lékař, kde se později stal předsedou spolku zdejších lékařů. Díky této práci získal finanční prostředky nezbytné pro vědeckou práci. Roku 1870 se habilitoval a získal titul soukromého docenta a roku 1878 se stal mimořádným profesorem Vídeňské univerzity. O dva roky později vynalezl první použitelný sfygmomanometr (přístroj k měření krevního tlaku), roku 1881 byl jmenován přednostou interního oddělení vídeňské Všeobecné nemocnice a v roce 1900 byl jmenován řádným profesorem Vídeňské univerzity. Roku 1904 zrušil praxi v Mariánských Lázních a věnoval se výlučně laboratornímu výzkumu.
Roku 1879 Samuel rytíř Basch konvertoval ke katolictví a přijal jméno Samuel Siegfried Carl. Zemřel ve Vídni roku 1905. Ve Vídni a v Mariánských Lázních po něm byly pojmenovány ulice.

## Erb

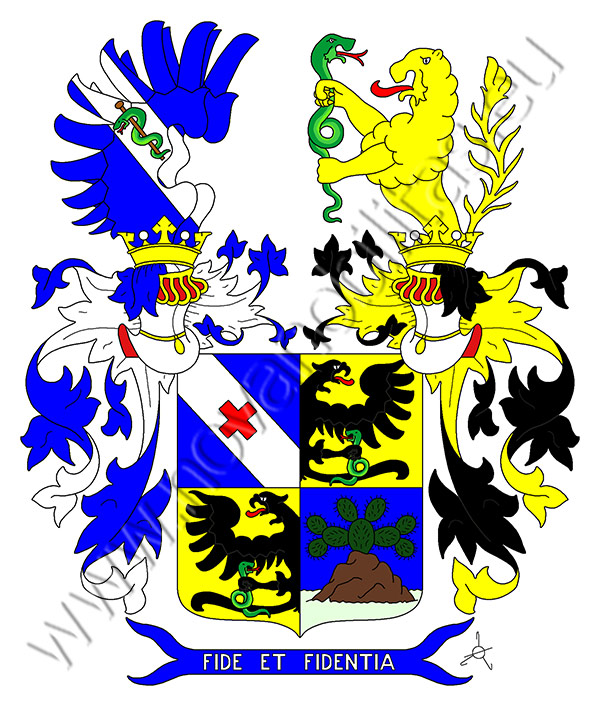
Erb Samuela rytíře von Basch

Modro-zlatě čtvrcený štít. V prvním poli je stříbrné kosmé břevno s červeným volným kosmo položeným křížem. V druhém a třetím poli je polovina černého orla s červeným jazykem, který v pařátu drží zeleného hada. V čtvrtém poli se uprostřed přirozeného moře vidí hnědá skalnatá hora, z jejíhož vrcholu vyniká zelený hruškový kaktus o třech listech, přičemž z každého vyrůstají ještě dva menší listy. Na štítě stojí dvě korunované turnajské přílby. Klenotem na pravé s modro-stříbrnými přikryvadly jsou dvě složená modrá křídla se stříbrným kosmým břevnem. V břevnu předního křídla je Aeskulapova hůl přirozených barev. Z levé přílby s černo-zlatými přikryvadly vyrůstá zlatý lev s červeným jazykem držící před sebou v tlapách zeleného hada. Pod štítem je modrá páska se stříbrnou devizou FIDE ET FIDENTIA.